# ويلينغتون ر. بيرت
ويلينغتون ر. بيرت (بالإنجليزية: Wellington R. Burt)‏ هو سياسي أمريكي، ولد في 26 أغسطس 1831 في الولايات المتحدة، وتوفي في 2 مارس 1919 في ساغيناو في الولايات المتحدة. حزبياً، نشط في الحزب الديمقراطي. وقد انتخب عضو مجلس ولاية ميشيغان.